# ボルテージ (企業)
株式会社ボルテージは、東京都渋谷区に本社を置く日本の企業。
コンピュータエンターテインメント協会正会員。

## 概要
映像・音声・音楽ソフト、インターネットコンテンツ等の企画、制作、販売などを行っている。

## 沿革
1999年
- 9月 - 川崎市高津区で有限会社ボルテージを設立。津谷祐司が代表取締役社長に就任
- 10月 - 株式会社NTTドコモ「mopera」向けコンテンツ、超バイオSF「Side-K」配信開始

2000年
- 2月 - 株式会社ボルテージに組織変更
- 3月 - 携帯公式サイト事業を開始
- 9月 - バナー広告プラン最適化システム「クリックMAX」のサービスを開始し、メディアプランニングシステム事業を開始

2005年
- 5月 - モバイル広告事業を本格的に開始
- 11月 - モバイルコマース事業を本格的に開始

2006年
- 8月 - 株式会社ボルテージ製作の映画「Wannna be Free!東京ガール」を劇場公開
- 12月 - 携帯公式サイト事業の「恋ゲーム」シリーズコンテンツを開始

2007年
- 3月 - パッケージ事業を本格的に開始
- 5月 - メディアプランニングシステム事業を終了
- 6月 - モバイル広告事業を終了
- 7月 - 携帯公式サイト事業からモバイルコンテンツ事業へ事業名を変更

2010年
- 6月 - 東京証券取引所マザーズに株式上場

2011年
- 6月 - 株式を東京証券取引所市場第一部へ市場変更
- 7月 - 「PIRATES IN LOVE」で、海外向け「RomanceSims」シリーズを提供開始
- 11月 - 「恋ゲームシリーズ」他17タイトルを、dメニューに提供開始

2012年
- 3月 - モバイルコマース事業を終了
- 5月 - 米国サンフランシスコで子会社「Voltage Entertainment USA, Inc.」を設立
- 6月 - パッケージ事業を終了
- 7月 - 「恋ゲーム シナリオ・イラスト大賞」を新設
- 11月 - サンフランシスコ子会社初のタイトルとなる「My Lover's a Thief」を提供開始

2013年
- 5月 - 「生存率0％!地下鉄からの脱出」で、サスペンスドラマアプリの提供開始
- 7月 - 横田晃洋が代表取締役社長に就任

2014年
- 9月 - 津谷祐司が代表取締役会長に就任

2016年
- 7月 - 津谷祐司が代表取締役社長に復帰
- 11月 - 「椅子ドンVR」でVRコンテンツの提供開始
- 12月 - 「ポケカレAR」でARコンテンツの提供開始

2017年
- 2月 - 子会社「株式会社ボルテージVR」を設立
- 3月 - 米国子会社“Voltage Entertainment”が、“Lovestruck: Choose Your Romance”で「読み物アプリ」の提供開始
- 10月 - 子会社「株式会社ボルピクチャーズ」を設立

2018年
- 1月 - 子会社「株式会社ボルモ」「株式会社ボルスタ」を解散

2019年
- 6月 - コンシューマゲーム事業を開始

2022年
- 6月 - ボルテージ初のコンシューマ向けオリジナルタイトル「even if TEMPEST 宵闇にかく語りき魔女」を発売

2024年
- 9月 - コンシューマゲームの新規ブランド「AmuLit（アミュリット）」を設立

## 開発タイトル

### コンシューマゲーム
アプリからの移植タイトルは割愛し、オリジナルタイトルのみを記載。
- even if TEMPEST 宵闇にかく語りき魔女
- レッドベルの慟哭

### 読み物アプリ
- 100シーンの恋+

### 恋愛ドラマアプリ
- 天下統一恋の乱 Love Ballad
- 誓いのキスは突然に Love Ring
- 王子様のプロポーズ Eternal Kiss
- 鏡の中のプリンセス Love Palace
- 上司と秘密の2LDK　Love Happening
- 眠らぬ街のシンデレラ Secret Night
- 魔界王子と魅惑のナイトメア

### ボルテージドリーム
- アニドルカラーズ

### 英語翻訳版・L10N
- Samurai Love Ballad: PARTY

他多数

### サスペンスアプリ
- 六本木サディスティックナイト

### その他
- 幕末維新 天翔ける恋
- あやかし恋廻り

## サービス終了タイトル
- ゴシップガール～セレブな彼の誘惑～（2013年10月10日〜2017年4月24日）
- 花より男子～F4とファーストキス～（2015年7月3日〜2017年12月18日[1]）
- 花ざかりの君たちへ～Boys love you～（2017年1月18日〜2018年7月24日[2]）
- 恋café（〜2018年8月20日[3]）
- 恋愛上等!イケメン学園（〜2018年8月20日[3]）
- 新選組が愛した女（〜2018年8月20日[3]）
- 深夜0時素顔の執事（〜2018年8月20日[3]）
- 容疑者たちの甘いたくらみ（〜2018年8月20日[3]）
- あの夜からキミに恋してた（〜2018年8月20日[3]）
- おかえり、僕の好きな人（〜2018年8月20日[3]）
- スイートルームで悪戯なキス（〜2018年8月20日[3]）
- 恋人は公安刑事（〜2018年8月20日[3]）
- 特別捜査密着24時（〜2018年8月20日[3]）
- スイートルームで悪戯なキス Love Trap（〜2020年11月25日[4]）
- LOVE and JOB オトナの事情（〜2020年11月25日[4]）
- LOVE☆スクランブル（2016年4月29日〜2020年11月25日[5]）
- ワタシドラマ（2017年3月30日[6]〜2020年11月25日[7]）
- 王子様のプロポーズ Love Tiara（2014年10月8日[8]〜2021年4月14日[9]）
- ルームシェア素顔のカレ Love Days（2014年6月12日[10]〜2021年4月14日[9]）
- フェイク～芸能人は全員嘘つき？～（2017年3月15日[11]〜2021年4月14日[12]）
- 絆アプリ！恋乱・雑賀4人衆（2019年4月26日[13]〜2021年10月頃[14]）
- ゴシップライター～消えたアイドルを救え～（2014年9月24日[15]〜2021年10月頃[14]）
- 新・生存率0％! 地下鉄からの脱出（2013年5月22日[16]〜2021年10月頃[14]）
- HIGH-SPEC（2019年4月28日[17]〜2021年10月頃[14]）
- ダウト〜嘘つきオトコは誰?〜（2015年9月2日〜2022年3月22日） ※「100シーンの恋+」に統合[18]

### SFスタジオ
- Lovestruck：Choose Your Romanc（〜2022年2月[19]）
- Noir Adventure & Romance（〜2022年2月[19]）

### AR
- ポケカレAR（2017年4月14日〜2022年12月1日[20]）

### VR
- 椅子ドンVR（〜2022年10月31日[21]）
- 挙式VR（〜2022年10月31日[22]）

## ラジオ
柿原徹也・畠中祐 ボクらが君を幸せにするラジオ
ボルテージの恋愛アプリを紹介する番組として、文化放送にて2018年1月7日未明（1月6日深夜）より毎週日曜未明（土曜深夜）2:00 - 2:30に放送、同年7月8日未明（7月7日深夜）からは1:30 - 2:00に放送している。2018年10月8日未明（10月7日深夜）からは、ラジオ大阪でも毎週月曜未明（日曜深夜）1:00 - 1:30に放送、2019年4月8日未明（4月7日深夜）からは0:30 - 1:00に放送するが、9月28日未明（27日深夜）の放送を以ってネットを打ち切り、10月からは文化放送ローカルに戻る。パーソナリティは、柿原徹也と畠中祐。